# Ammospermophilus leucurus
Ammospermophilus leucurus е вид бозайник от семейство Катерицови (Sciuridae).

## Разпространение
Видът е разпространен в Мексико (Долна Калифорния) и САЩ (Айдахо, Аризона, Калифорния, Колорадо, Невада, Ню Мексико, Орегон и Юта).